# El País
«Паи́с» (от исп. El País — страна) — испанская ежедневная общественно-политическая газета. Выпускается с 1976 года. Является самой читаемой, после Marca, газетой Испании — разовый тираж составляет около 430 000 экземпляров.
Первая демократическая газета в послефранкистской Испании.
17 декабря 2017 года редакция сообщила о том, что в связи с распространением цифровых технологий воскресный номер станет последним, отпечатанным на собственных ротационных печатных машинах. Следующие тиражи будут печататься в других типографиях наряду с другими изданиями.